# Синагога 1893 года (Лида)
Синагога 1893 года — бывшая синагога в г. Лида. Размещалась на Школьном дворе примерно на месте современного общежития «Лакокраски» по ул. Кирова.

## История
В XIX веке в Лиде существовало 4 синагоги, но все они сгорели во время крупного пожара 6-7 сентября 1891 года. Одна из них находилась на Школьном дворе (сейчас место приблизительно между бывшим Домом офицеров и общежитием лакокрасочного завода на улице Кирова). Лидские евреи приняли решение восстановить эту синагогу и обратились за финансовой помощью ко всем евреям Северо-Западного края. Разрешение на строительство было получено 23 июля 1892 года.
Проект синагоги был составлен губернским архитектором Алексеем Владимировичем Полозовым в 1892 году. Строительные работы закончились в 1893 году.

## Архитектура

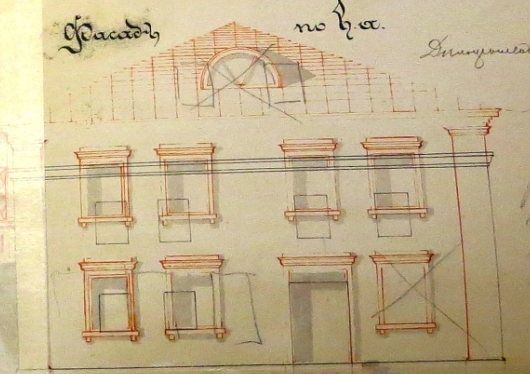
Фасад Лидской синагоги 1893 г.

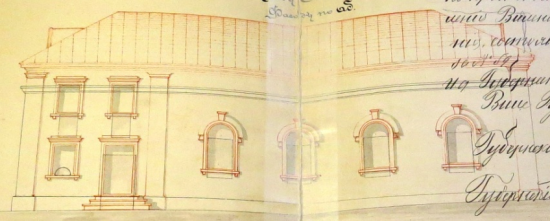
Боковой фасад синагоги

Здание имело следующие размеры: длина-21.3 м, ширина 10.7 м, высота 5 м, объём 1035 м3 с высокой залом площадью в 140 м2 и двухэтажной пристройкой с тремя входами. Каменный фундамент глубиной 1,7 м, две полуколонны у входа, 24 окна — 12 из которых освещали зал, четырёхскатная крыша .

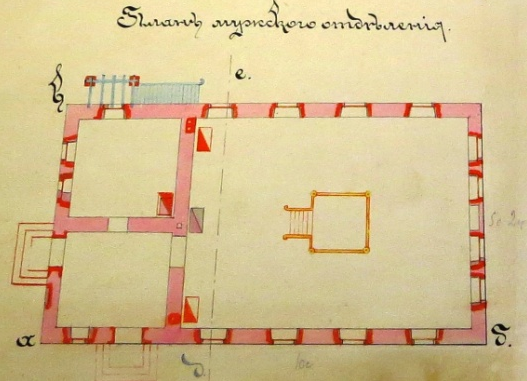
План мужской палаты

По проекту мужское отделение площадью 210 м² располагалось на первом этаже, имело два входа и отапливалось тремя печами. В центре зала предполагалось обустройство ковчега с свитком.
Синагога сгорела после бомбардировки 23 июня 1941 года.